# Attus perogaster
Attus perogaster är en spindelart som beskrevs av Tord Tamerlan Teodor Thorell 1881. Attus perogaster ingår i släktet Attus och familjen hoppspindlar. Inga underarter finns listade.